# Agriotes pallidulus
Agriotes pallidulus es una especie de escarabajo del género Agriotes, tribu Pomachiliini, familia Elateridae. Fue descrita científicamente por Illiger en 1807.
Se distribuye por Reino Unido de Gran Bretaña e Irlanda del Norte, Francia, Alemania, Suiza, Países Bajos, Luxemburgo, Bélgica, Austria, Polonia, Portugal y Chequia. La especie se mantiene activa durante todos los meses del año excepto en febrero.